# Geiselstein
Le Geiselstein est un sommet des Alpes, à 1 882 m d'altitude, dans les Alpes d'Ammergau, en Allemagne (Bavière).